# Solar Fake
A Solar Fake 2007-ben alapított német elektronikus zenei együttes, amely leginkább az elektropop, a futurepop és a szintipop műfajban alkot. A Sven Friedrich énekes-frontember (a Zeraphine, valamint korábban a Dreadful Shadows együttesek énekese) által alapított együttes jelenleg hivatalosan egyszemélyes projektként működik, Frank Arnold billentyűs 2008 és 2014 között volt tag. Élő előadások alkalmával André Feller billentyűs (2014 óta) és Jens Halbauer dobos (2017 óta) működnek közre. Az együttesnek 2024-ig nyolc nagylemeze (ebből hét stúdióalbum és egy élő album) valamint egy EP-je jelent meg.

## Diszkográfia

### Nagylemezek
- Broken Grid (2008)
- Frontiers (2011)
- Reasons to Kill (2013)
- Another Manic Episode (2015)
- Sedated (2017; élő/akusztikus album)
- You Win. Who Cares? (2018)
- Enjoy Dystopia (2021)
- Don’t Push This Button! (2024)